# Zon (lied)
Zon is een lied van de Nederlandse gelegenheidsformatie Samen voor Elkaar. Het werd in 2020 als single uitgebracht.

## Achtergrond
Zon is geschreven door Han Kooreneef, Luc Weegels, Joost Jellema en Jeroen Rombouts. Het is een lied uit het genre nederhop. Het is een lied dat is gemaakt om mensen tijdens de coronacrisis een hart onder de riem te steken. Het nummer was gekoppeld aan de actie met de hashtag #zingcoronadewerelduit. Het lied was gemaakt op een initiatief van Imke Emons en de opbrengsten van het nummer gingen naar de goede doelen Het Nationaal Ouderenfonds, de Voedselbank en het Oranje Fonds. Aan het lied deden meer dan honderd BN'ers mee. Bij uitbrengen van het lied was er veel commentaar op het nummer, waar Nederlanders vonden dat de bekende Nederlanders hun tijd beter konden besteden dan aan een lied. Er werd gevonden dat de medewerkers aan het lied de aandacht naar zichzelf trokken in een tijd dat zij als minder belangrijk werden gezien. Vanuit meerdere medewerkers aan het lied werd er gezegd dat zij vonden dat het een mooi project was om aan mee te werken om mensen te helpen en dat het nooit hun doel was om de aandacht naar zichzelf te trekken.

## Deelnemers
Op het lied zijn een groot aantal BN'ers te horen. Hieronder is een (onvolledige) lijst te zien van deze BN'ers:
- Kenny B[1]
- Gordon[1]
- Edsilia Rombley[1]
- Jeroen van der Boom[1]
- Brainpower[1]
- John West[1]
- Thomas Berge[1]
- Patricia van Haastrecht[1]
- Trijntje Oosterhuis[1]
- Tommie Christiaan[1]
- Mike Peterson[1]
- Guido Spek[1]
- Paul Morris[1]
- Melissa Sneekes[1]
- Vajèn van den Bosch[1]
- Desray[1]
- Silver Metz[1]
- Kim-Lian van der Meij[1]
- Leontien Borsato[2]
- Yolanthe Cabau[2]
- Martijn Krabbé[2]
- Ellie Lust[2]
- Danny Blind[2]
- Dries Roelvink[6]
- Geraldine Kemper[7]
- Remy Bonjasky[8]

## Hitnoteringen
De artiest had weinig succes met het lied in de Nederlandse hitlijsten. Er was geen notering in de Single Top 100 en ook de Top 40 werd niet bereikt. Bij de laatstgenoemde kwam het lied wel tot de 26e plaats van de Tipparade.